# Мартин Кох
Мартин Кох (на немски: Martin Koch) е австрийски състезател по ски скокове. С отбора на Австрия е олимпийски шампион от Торино 2006 и отборен световен шампион от Световното първенство по ски-северни дисциплини през 2009 г. в Либерец.

## Биография
Роден е на 22 януари 1982 в астрийския град Филах. Дебютът му в ски скоковете е през 1999 г. Кох е племенник на друг известен ски-скачач Армин Коглер. Учи икономика и право в университета в Клагенфурт.